# Kristina Lum
Kristina Lum (Santa Clara, 18 de octubre de 1976) es una deportista estadounidense que compitió en natación sincronizada. Ganó dos medallas en el Campeonato Mundial de Natación, bronce en 1998 y plata en 2015.

## Palmarés internacional
| Campeonato Mundial | Campeonato Mundial | Campeonato Mundial | Campeonato Mundial |
| Año                | Lugar              | Medalla            | Prueba             |
| ------------------ | ------------------ | ------------------ | ------------------ |
| 1998               | Perth (Australia)  | Medalla de bronce  | Equipo             |
| 2015               | Kazán (Rusia)      | Medalla de plata   | Dúo libre mixto    |